# Katral, Parasgad
Katral là một làng thuộc tehsil Parasgad, huyện Belgaum, bang Karnataka, Ấn Độ.